# Slezské zemské muzeum
Slezské zemské muzeum je třetí největší institucí svého druhu v České republice (po Moravském zemském muzeu v Brně a Národním muzeu v Praze). Bylo založeno roku 1814, což z něj činí nejstarší muzeum na území České republiky. Sídlí v části Město v Opavě (okres Opava, Moravskoslezský kraj).
Slezské zemské muzeum plní funkci muzea ve smyslu ustanovení § 10 odst. 6 zákona č. 122/2000 Sb., o ochraně sbírek muzejní povahy a změně některých dalších zákonů. Dle zřizovací listiny vydané 27. prosince 2000 byla organizace zřízena Ministerstvem kultury České republiky za účelem získávání, trvalého uchovávání, vědeckého zpracovávání a zpřístupňování sbírek muzejní povahy. Slezské zemské muzeum shromažďuje sbírky hmotných dokladů vývoje přírody, včetně živých rostlin a živočichů, prehistorie a historie české i zahraniční provenience, zejména však z území historického Slezska, severní a severovýchodní Moravy, především v oborech mineralogie, geologie, paleontologie, botanika, dendrologie, entomologie, zoologie, muzeologie, archeologie, etnografie, numismatika, historie, dějiny umění včetně dějin hudby, literatury a divadla a dějiny vojenství. Sbírku tvoří na základě vědeckého poznání a vlastní koncepce sbírkotvorné činnosti.

## Historie Slezského zemského muzea
Na počátku 19. století si Opava i přes spojení Slezska s Moravou roku 1782 podržela význam správního centra. Sídlil zde krajský úřad, soudy a stavovské instituce knížectví Opavského a Krnovského. Na prahu 19. století počalo město procházet řadou významných změn, které nesmazatelně ovlivnily nejen jeho vzhled ale i podmínky života a jeho celkový charakter. Opava se postupně zbavovala starého opevnění a vytvářela modernější zázemí pro své obyvatele. Vznikla nemocnice, divadelní budova a řada další komunálních projektů. V této době si však zejména upevňovala svou pozici intelektuálního centra Rakouského Slezska. Existovalo zde několik škol různých typů, přičemž velmi dobrou úrovní se pyšnilo zejména státní gymnázium sídlící v někdejší Jezuitské koleji na Dolním náměstí. Od roku 1775 zde působila i hlavní škola, kterou roku 1819 rozšířila speciální škola pro přípravu učitelů.
Zmíněné gymnázium se stalo místem, kde vzniklo nejstarší veřejné muzeum na území dnešní České republiky. Veřejnost se mohla setkat s novým kulturním a vzdělávacím fenoménem již 1. května 1814. O realizaci záměru se zásadní měrou zasloužili zejména tři osobnosti – profesor opavského státního gymnázia Faustin Ens, penzionovaný hejtman Franz von Mückusch und Buchberg a konečně opavský purkmistr Johann Josef Schössler. Právě oni zajistili nejen dostatečnou společenskou podporu celému projektu, ale zásadním způsobem se zasloužili i o rozvoj muzejní sbírky. Ohlas muzea vedl záhy k podání oficiální žádosti o schválení stanov a názvu Zemské muzeum pro Rakouské Slezsko (Oesterreichisch-schlesisches Provinzialmuseum). Cíle základního instrumentu se jednoznačně obracely k poznání přírody i kultury Rakouského Slezska – … sbíráním produktů ze všech oborů přírody a vlastivědy, zejména těch, které mají svůj původ v Rakouském Slezsku, nabídnout studující mládeži, ale i přírodovědcům, ekonomům a umělcům prostředky k obohacení jejich znalostí o vlasti a tak uspokojovat jejich vědeckého ducha. Ostatně tato koncepce dokumentovat zemi v celé její rozmanitosti došla uplatnění nejen ve shromážděných sbírkových předmětech, ale taktéž v mimořádném encyklopedickém díle F. Ense Das Oppaland publikovaném v polovině třicátých let 19. století (nepostihuje Těšínský kraj). Po letech průtahů došlo ke schválení stanov, nicméně podmíněnému změnou názvu muzea na Opavské gymnazijní muzeum (Troppauer Gymnasialmuseum). Poté, co se zakladatelům ani v roce 1820 nepodařilo přesvědčit císaře Františka I., aby svolil nazvat muzeum na počest své choti Museum Karolinum, se museli spokojit s vnuceným názvem.

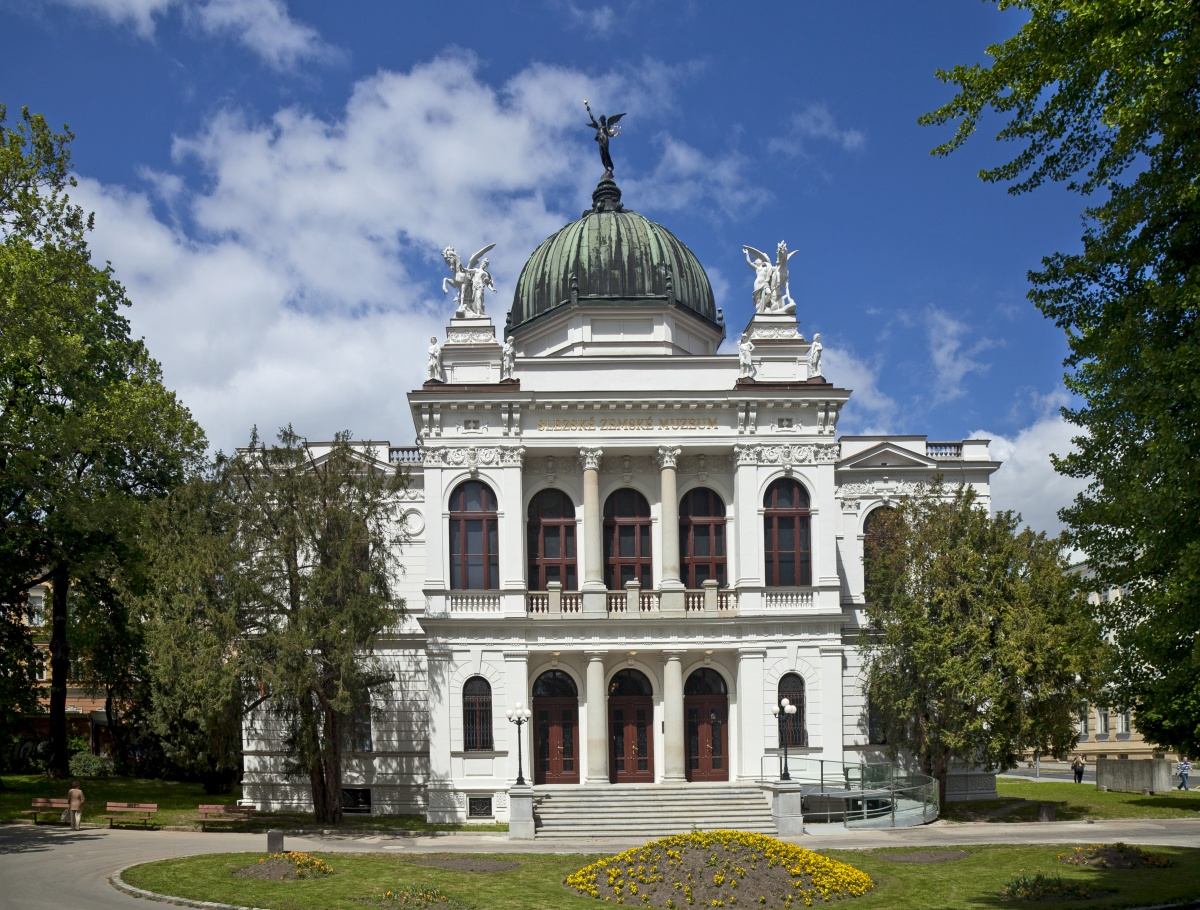
Historická výstavní budova v roce 2012

Muzejní sbírka obsahovala v této době zejména přírodovědný materiál, který však programově doplňovaly i hmotné doklady historie a prehistorie či modely rozličných výrobních zařízení a strojních mechanismů. Sbírka muzea byla rozšiřována nejen sběry v terénu, ale také dary a nákupy a to i z jiných zemí. Nedílnou součástí muzea byla od samého počátku i bohatá knihovna. Opavští měšťané i slezská šlechta spatřovali v muzeu účinný prostředek k povznesení prestiže města i samotné země.
Nárůst sbírek pokračoval i po odchodu profesora F. Ense do penze. Po správní reformě a vzniku země slezské bylo však nezbytně nutné vyřešit neutěšenou prostorovou situaci muzea. Proto v polovině padesátých let kustod Emanuel Urban inicioval vyčlenění muzejní knihovny a její přesunutí do minoritského konventu. Další fázi rekonstrukce muzea již řídil kustod Johann Neumann. Došlo při ní i na adaptaci prostor v budově gymnázia a jejich unikátní vybavení speciálním muzejním mobiliářem. Po vzniku uměleckoprůmyslového muzea se ústav z vlastní iniciativy nadále specializoval na přírodní vědy.
Na počátku 80. let 19. století byly v Opavě založeny další dvě muzejní instituce. V roce 1882 to bylo Slezské zemské muzeum pro umění a průmysl (Schlesisches Lansdesmuseum für Kunst und Gewerbe) a v roce 1884 byl ustanoven muzejní odbor Matice opavské, čímž byly položeny základy Muzea Matice opavské. První z nich vzniklo za výrazné podpory obchodní a živnostenské komory a od počátku se těšilo štědrým dotacím nejen průmyslových a živnostenských kruhů, ale i aristokracie (zejména Lichtenštejnů) a dokonce i samotného císaře, jehož jméno si později muzeum vzalo do svého názvu – Muzeum císaře Františka Josefa pro umění a řemesla (Kaiser Franz Josef Museum für Kunst und Gewerbe). Muzeum Matice opavské vyrostlo z vlasteneckých snah a jeho cílem bylo sbírat a uchovávat doklady o minulosti regionu a o životě a kultuře lidu. Duchovním otcem muzea byl významný historik Vincenc Prasek. Velký zájem o toto muzeum projevil např. i Jan Neruda, který přispěl rovněž svými dary a prováděl horlivou propagaci. V roce 1896 vzniklo v Opavě z podnětu Ing. Moritze Hartla Městské muzeum, umístěné od roku 1903 v budově opavské Hlásky.
Rozrůstající se uměleckoprůmyslové muzeum si záhy vyžádalo stavbu reprezentativní výstavní budovy, která byla realizována v letech 1893-1895 podle návrhu vídeňských architektů Johanna Scheiringera a Franze Kachlera. Značný rozvoj zaznamenalo muzeum v době působení dr. Edmunda Wilhelma Brauna (1870–1957) coby kustoda a pozdějšího dlouholetého ředitele. Cílem E. W. Brauna bylo vybudovat muzeum moderního typu a ve své muzejní praxi uplatňoval propojení výzkumné, akviziční a prezentační činnosti. V té době muzeum shromažďovalo především uměleckohistorické sbírkové předměty a orientovalo se na špičkové evropské a světové umění.
V roce 1921 bylo Uměleckoprůmyslové muzeum převzato do zemské správy pod názvem Slezské zemské muzeum. Téhož roku muzeum převzalo pod svou správu sbírku Muzea Matice opavské.
V období první republiky bylo opavské muzejnictví obohaceno ještě o další dvě muzejní instituce. V roce 1924 vzniká pobočka Československého zemědělského muzea a v roce 1927 bylo založeno Muzeum památek národního odboje. Rozsáhlá expozice Československého zemědělského muzea umístěná v Blücherově paláci byla otevřena v roce 1932 a při této příležitosti byl v Opavě uspořádán sjezd Svazu československých muzeí. Sbírky Muzea památek národního odboje byly veřejnosti zpřístupněny v roce 1928 v tzv. Müllerově domě a svěřeny do péče Slezského zemského muzea. V roce 1935 byl penzionován ředitel Slezského zemského muzea dr. E. W. Braun a v čele stanul jeho spolupracovník dr. Karel Černohorský, pod jehož vedením se muzeum více orientovalo na lidovou kulturu. Snaha, kterou vyvíjel dr. K. Černohorský, byla přerušena nacistickou okupací. V roce 1939 dochází ke vzniku Říšského župního muzea (Reichsgaumuseum), do něhož byla postupně integrována opavská muzea, s výjimkou městského muzea. Především závěr války byl pro zemské muzeum a jeho sbírku pohromou – v posledních březnových dnech roku 1945 vyhořela historická výstavní budova a zničena tak byla většina sbírek, které se nepodařilo před frontou evakuovat. Další nenahraditelnou ztrátou se stalo rovněž téměř úplné zničení knihovny Gymnazijního muzea.
Obnova válkou poznamenaného opavského muzejnictví počala ihned po osvobození. Vlastní výstavní činnost bylo možné zahájit až v roce 1947, kdy byla veřejnosti zpřístupněna první poválečná výstava „Barevná krása motýlů“. V této době byly v obnoveném Slezském zemském muzeu deponovány a později i převzaty do správy i sbírky ze zámků na Opavsku a umělecky a kulturně hodnotné konfiskáty. Dne 26. června roku 1949 bylo muzeum slavnostně převzato do státní správy ministrem prof. Zdeňkem Nejedlým pod novým názvem Slezské muzeum v Opavě. Díky upevnění institucionálního zázemí dochází nejen k zintenzivnění prezentační, ale rovněž badatelské činnosti, čehož důkazem se stal i vznik Časopisu Slezského muzea. V roce 1955 bylo Slezské muzeum zařazeno mezi československé vědecké ústavy a v témže roce byla otevřena první experimentální expozice v zrekonstruované historické výstavní budově. V roce 1956 byl v Opavě při Slezském studijním ústavu založen Památník Petra Bezruče, který se o dva roky později stal součástí muzea. Rok 1956 byl pro opavské muzejnictví důležitý také tím, že se zde konal II. celostátní sjezd Svazu českých a slovenských muzeí. Roku 1958 bylo zřízeno Krajské arboretum v Novém Dvoře u Opavy jako další pobočka muzea. Na počátku osmdesátých let došlo k dokončení rekonstrukce historické výstavní budovy muzea a zpřístupnění nové moderní expozice.
Po roce 1989 byly do Slezského zemského muzea včleněny další součásti – v roce 1992 dnešní Národní památník II. světové války v Hrabyni a Areál čs. opevnění v Hlučíně-Darkovičkách a v roce 1993 Slezský ústav, bývalé pracoviště Akademie věd. S vydáním nové zřizovací listiny v roce 2000 se podařilo navrátit muzeu i původní název Slezské zemské muzeum. K další významné změně došlo v závěru roku 2009, kdy se podařilo dosáhnout zařazení Slezského zemského muzea mezi výzkumné organizace, a tím dosáhnout významného úspěchu umožňujícího pokračování a další rozvoj vědecké práce v muzeu.
Zatím poslední proměnou, která transformovala Slezské zemské muzeum v moderní muzejní a vědecko-výzkumnou instituci, bylo přijetí nové organizační struktury v roce 2010, která zohledňuje nezbytnou odbornost nejen v oblasti přírodních a společenských věd, ale rovněž v oblasti muzeologie, jenž se z podstaty věci prolíná veškerou činností muzea.
Slezské zemské muzeum v současnosti plní nejen funkci sbírkotvornou, vědeckou, kulturní a metodickou, ale současně nabízí návštěvníkům možnost zhlédnout 6 stálých expozic a během roku kolem 40 příležitostných výstav a mnoho dalších kulturních programů a akcí. Role Slezského zemského muzea jako centra kultury, osvěty, výuky i výchovy je natolik mnohostranná, že ji samozřejmě nelze obsáhnout v tomto stručném přehledu – o všech jeho funkcích a akcích je možno se dočíst v publikacích vydávaných SZM, jeho odbornou činnost je možno sledovat např. i prostřednictvím jím vydávaných odborných recenzovaných časopisů – Slezského sborníku a Časopisu Slezského zemského muzea vycházejícího ve dvou řadách (série A – vědy přírodní, série B – vědy historické).

## Expoziční areály Slezského zemského muzea

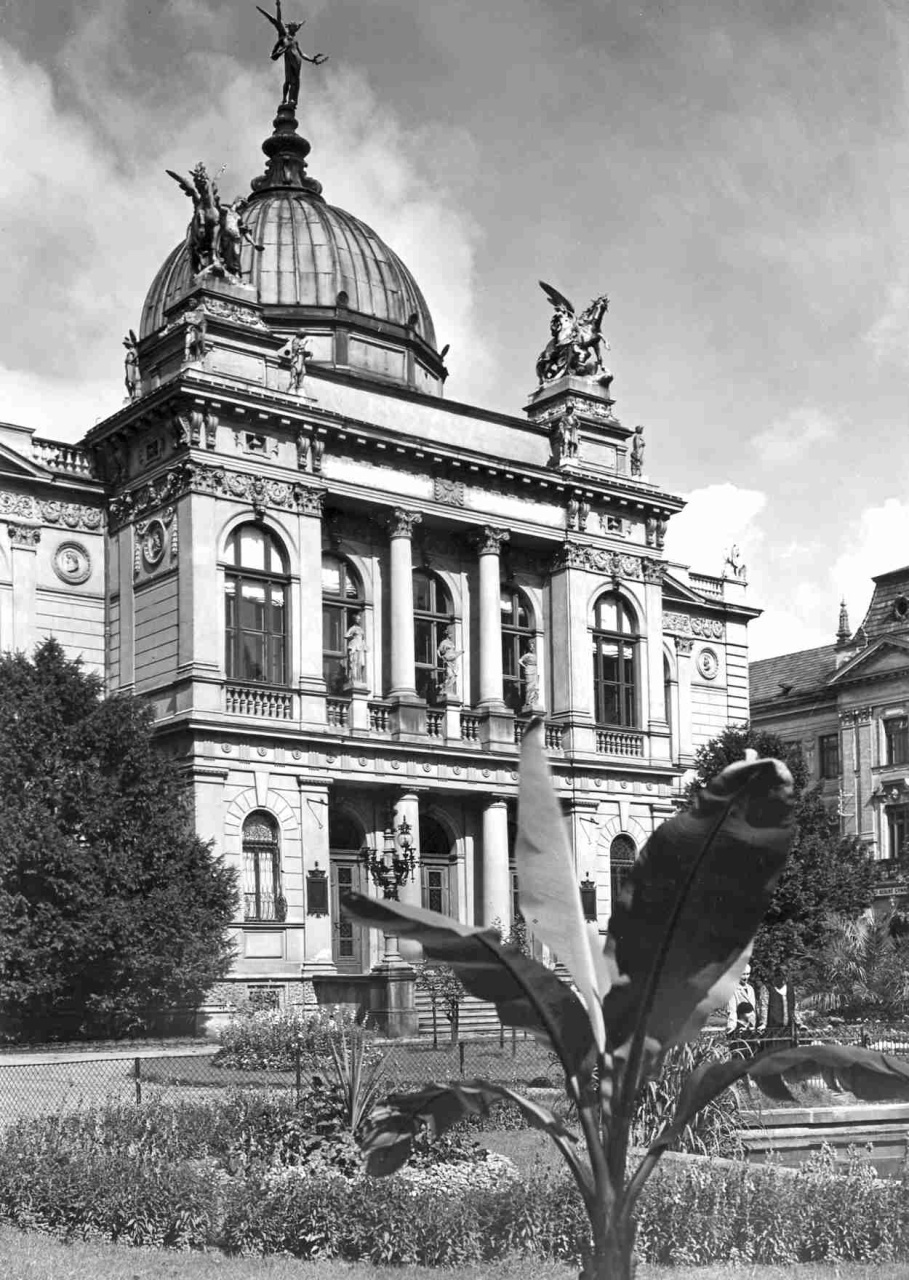
Historická výstavní budova v roce 1928
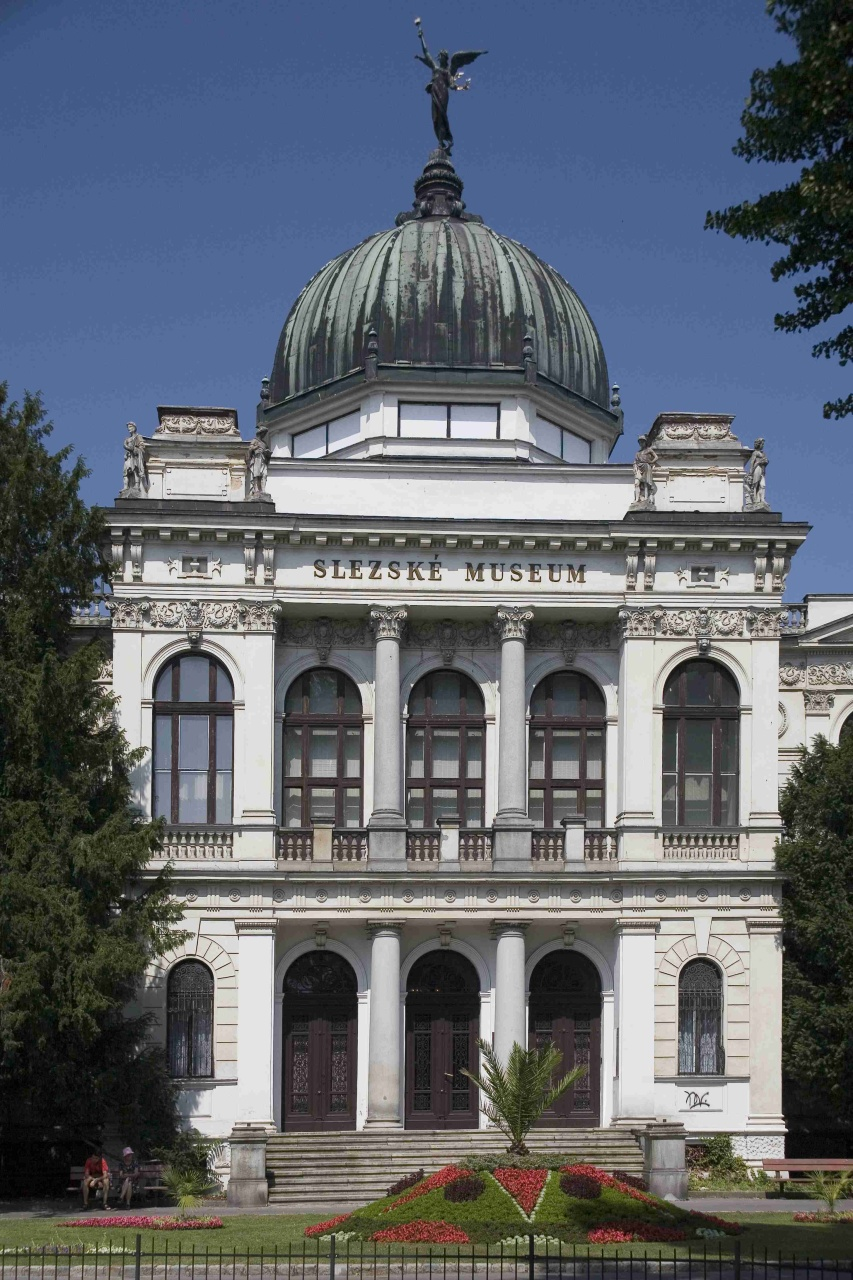
Historická výstavní budova v roce 2008
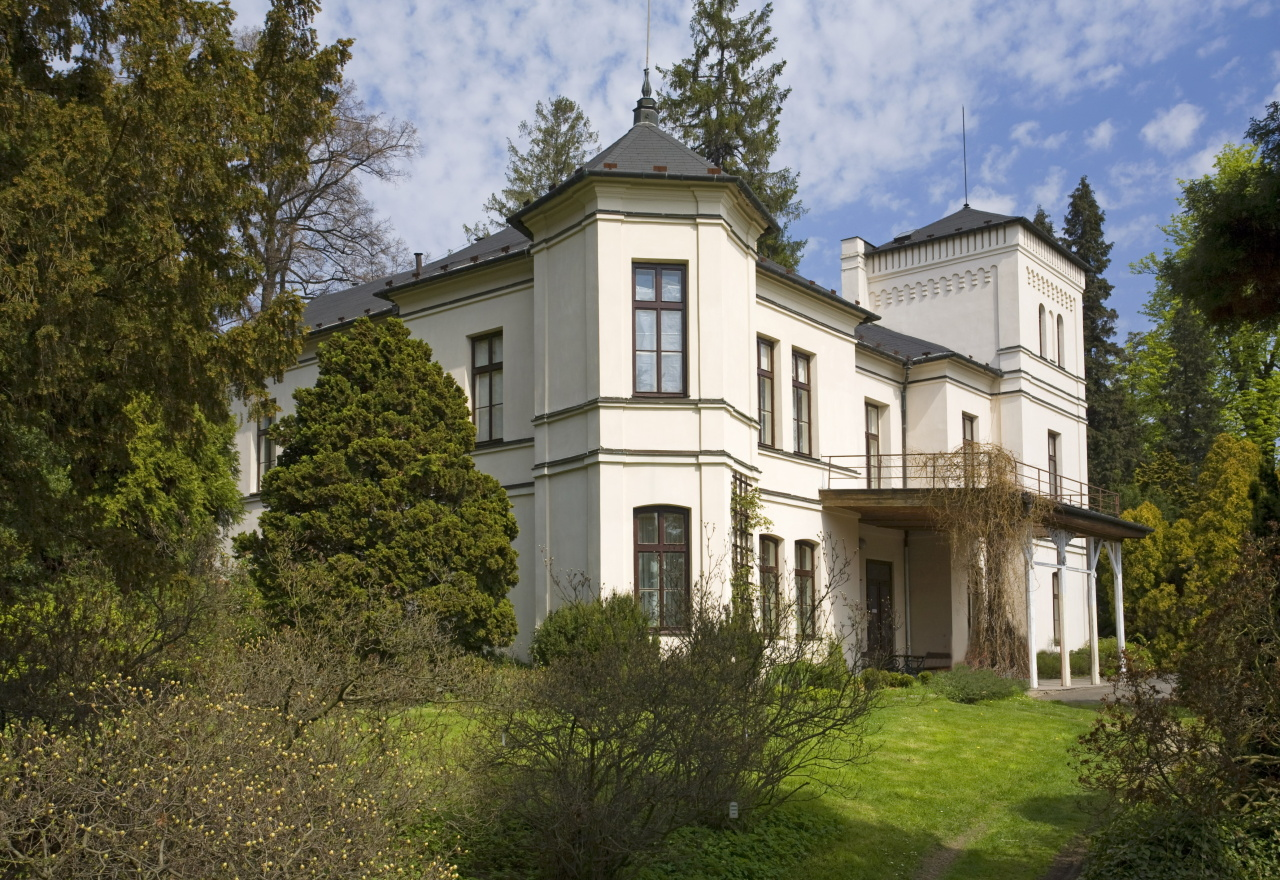
Arboretum Nový Dvůr - zámeček
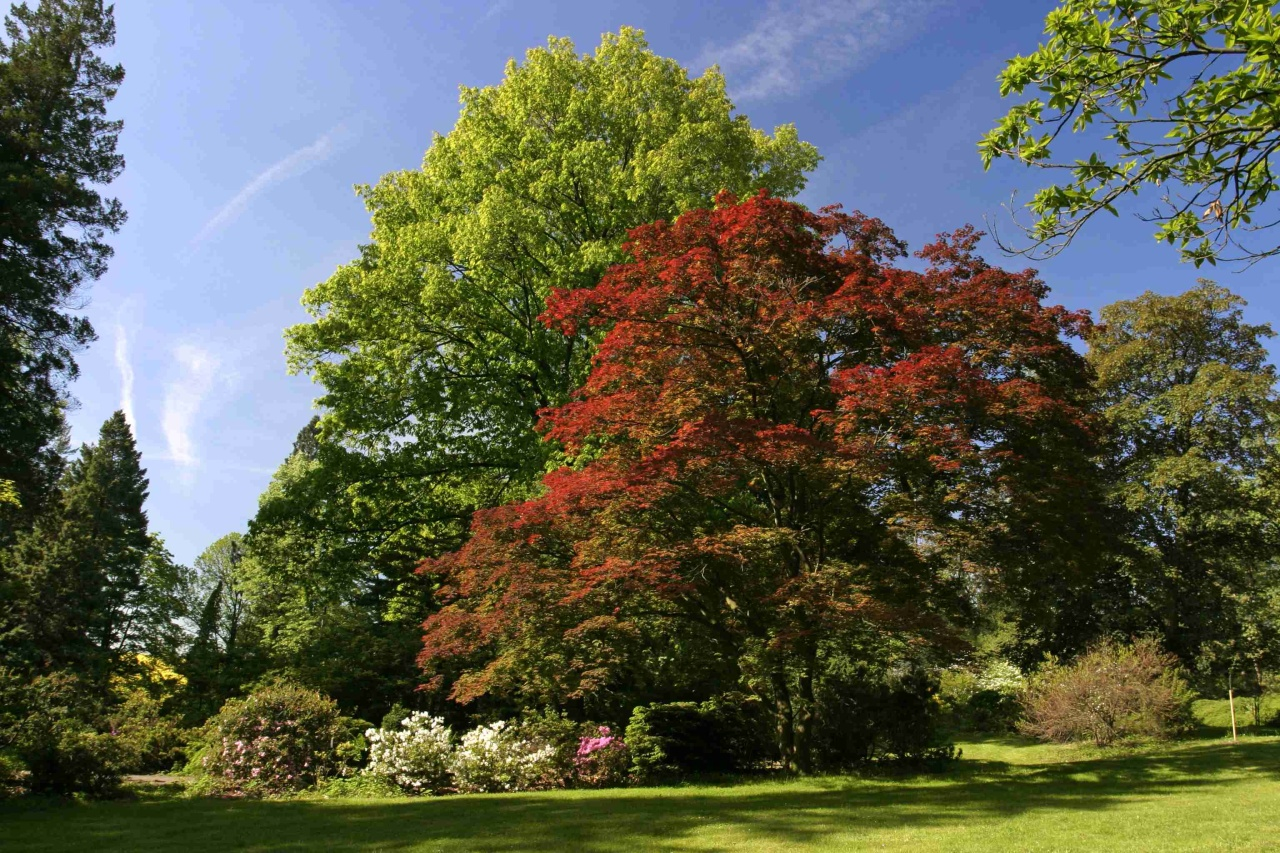
Arboretum Nový Dvůr - areál
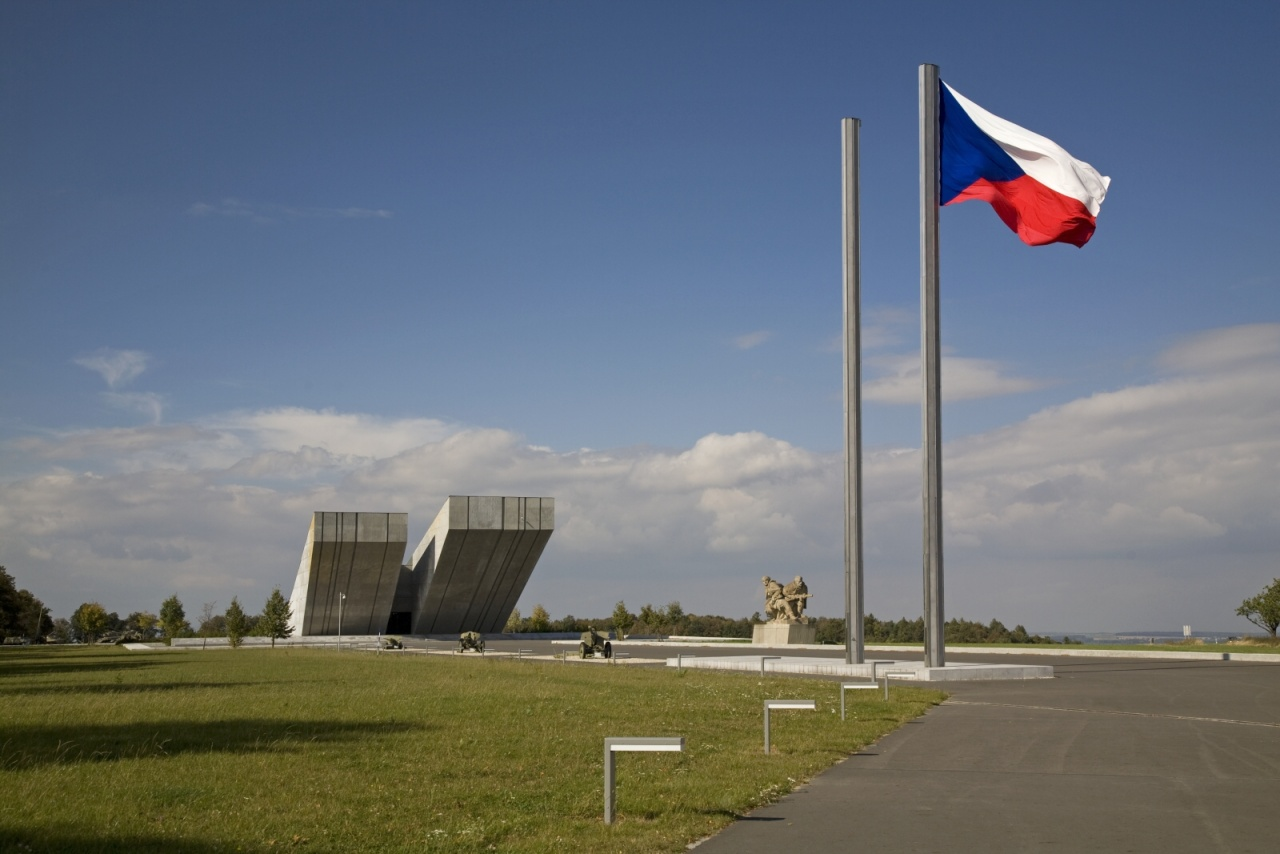
Národní památník II. světové války
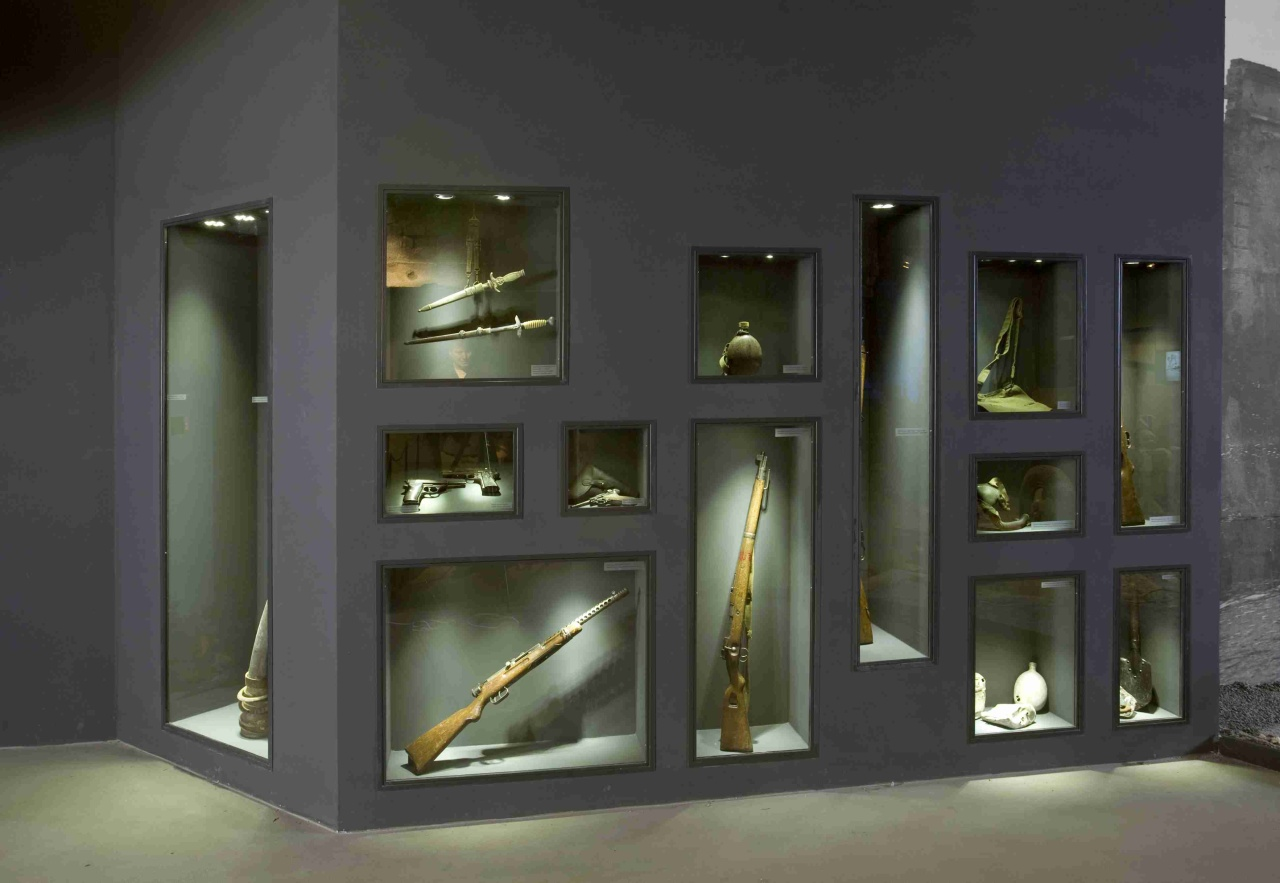
Národní památník II. světové války - interiér
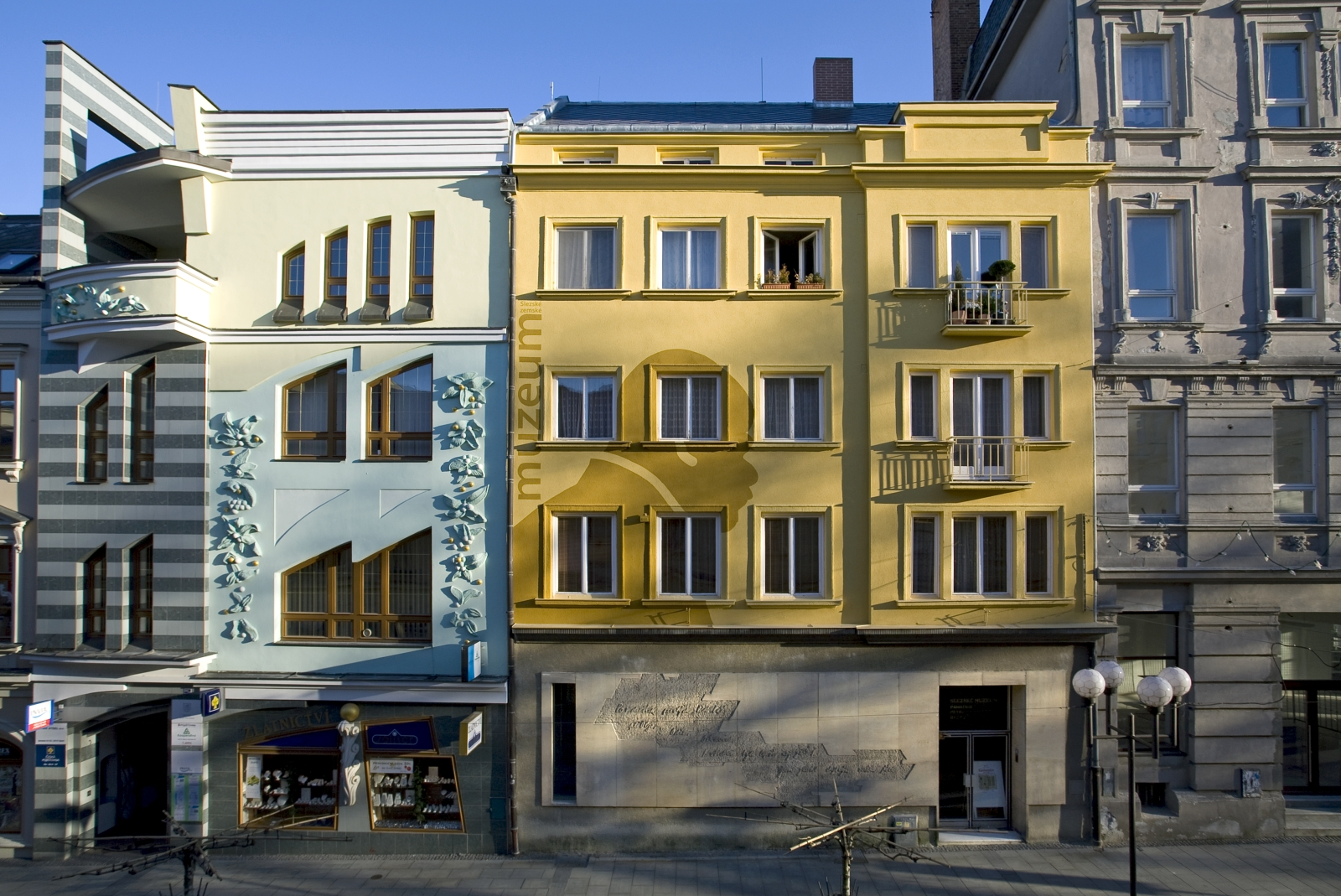
Památník Petra Bezruče v roce 2012
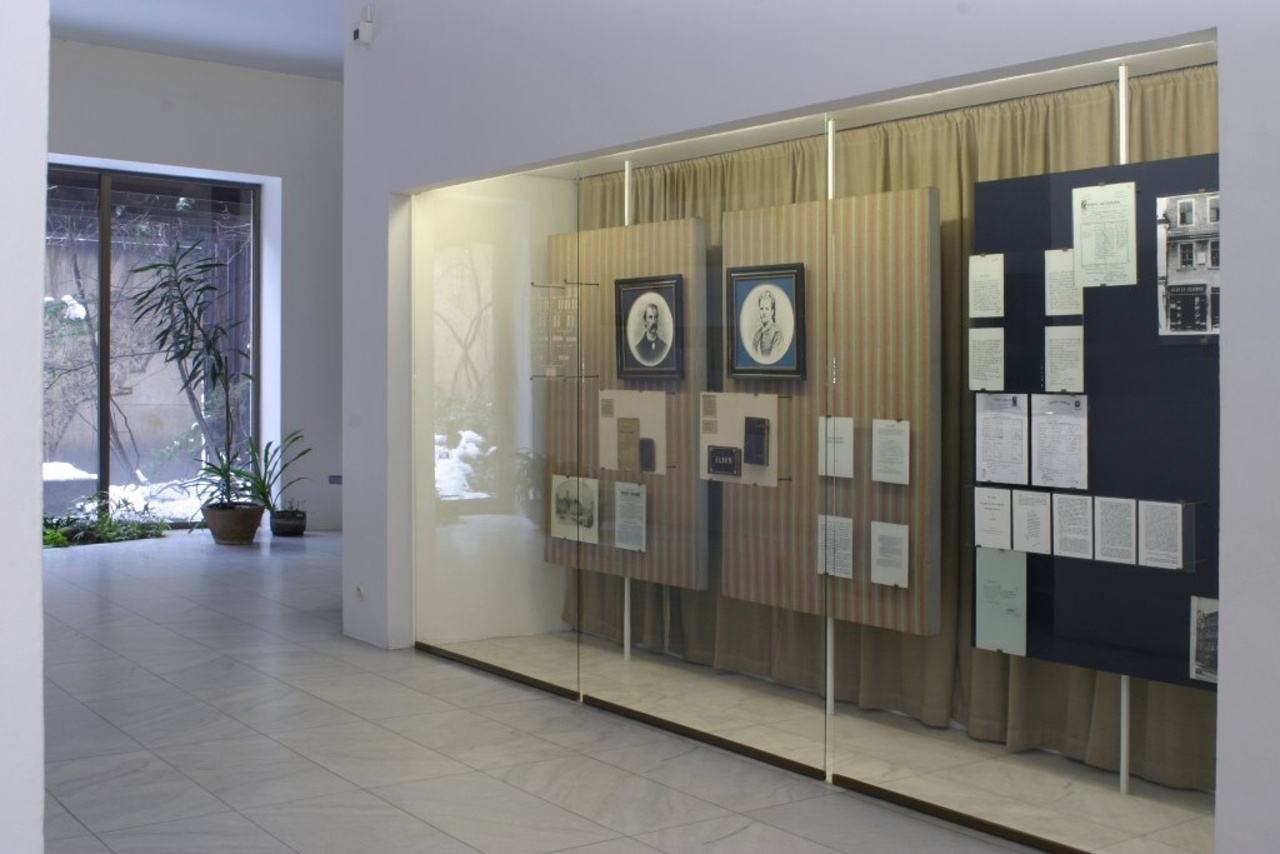
Památník Petra Bezruče - interiér 2
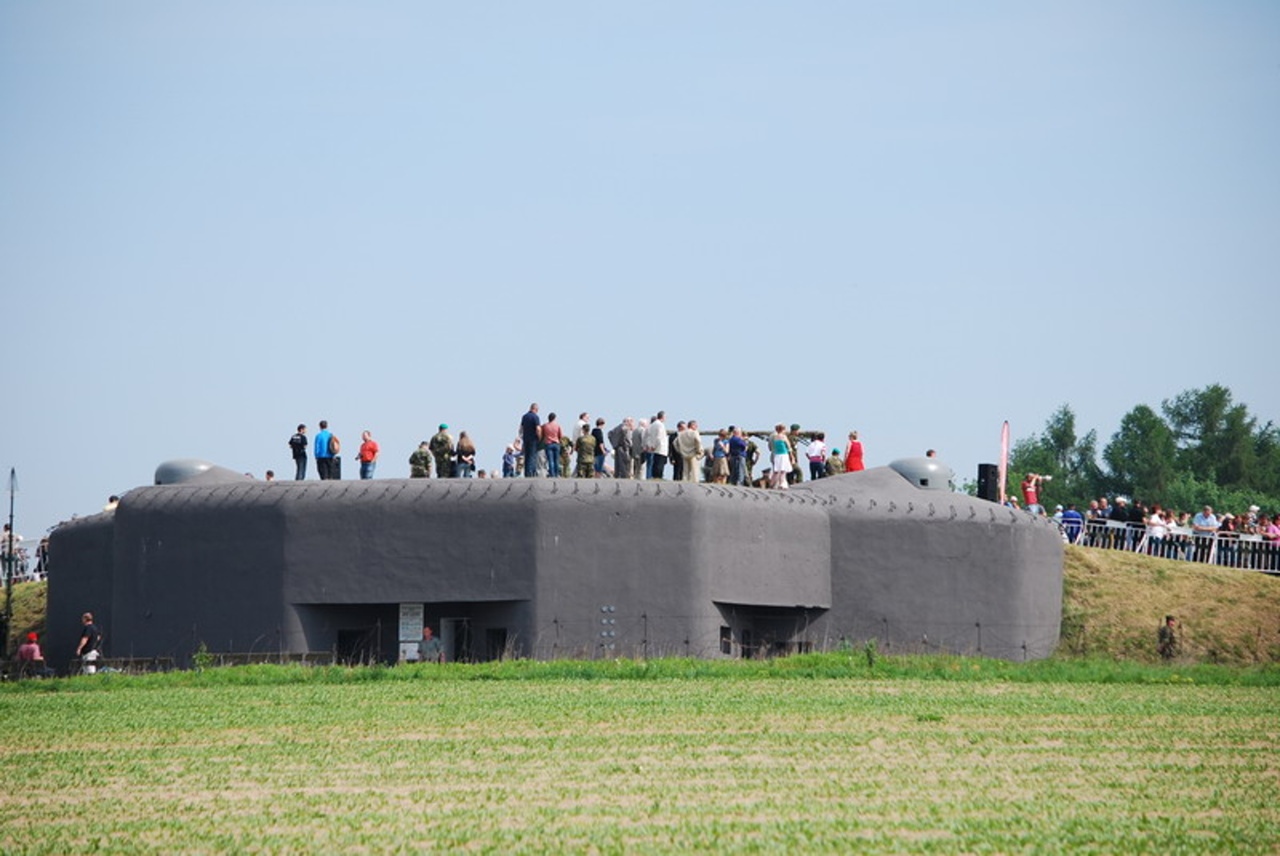
Areál čs. opevnění v Darkovičkách
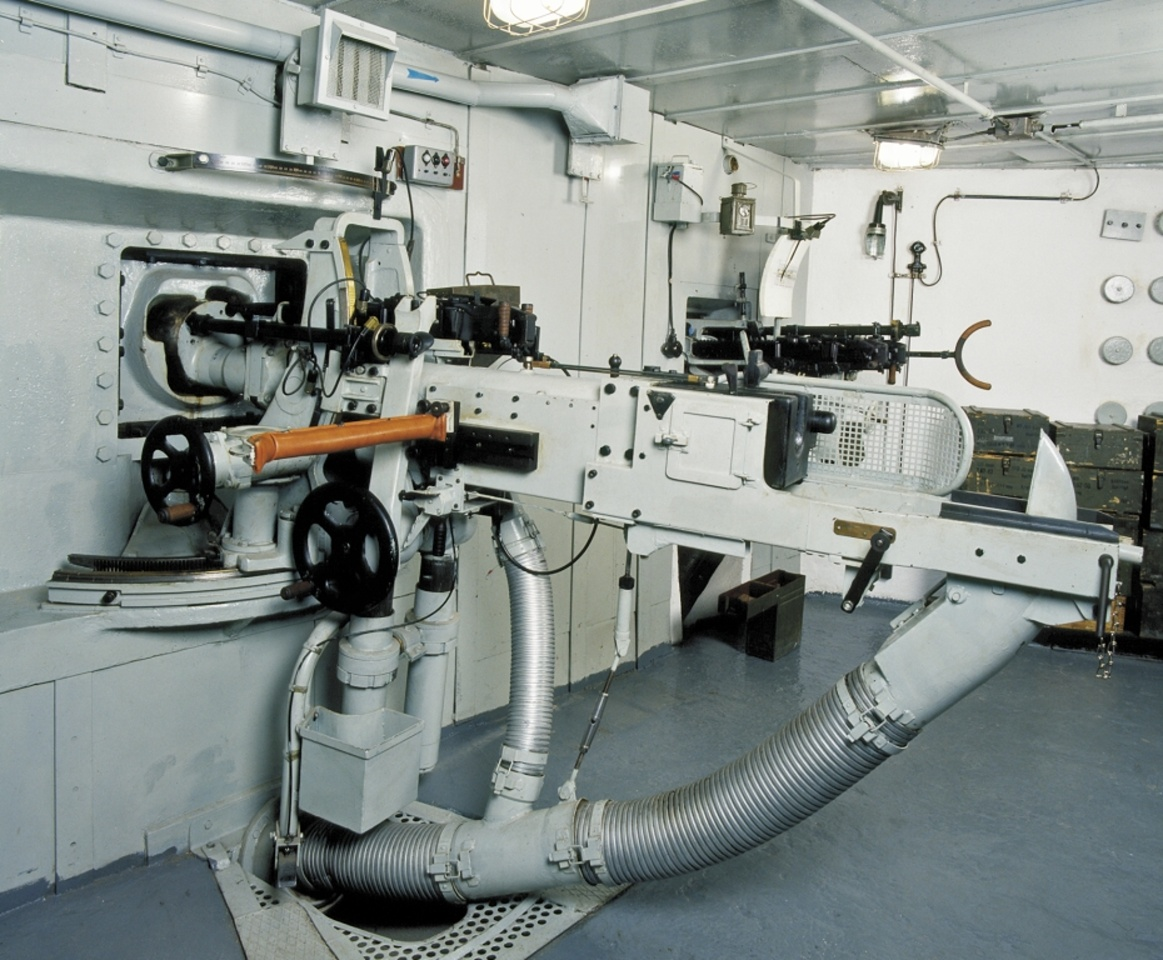
Areál čs. opevnění Darkovičky - interiér
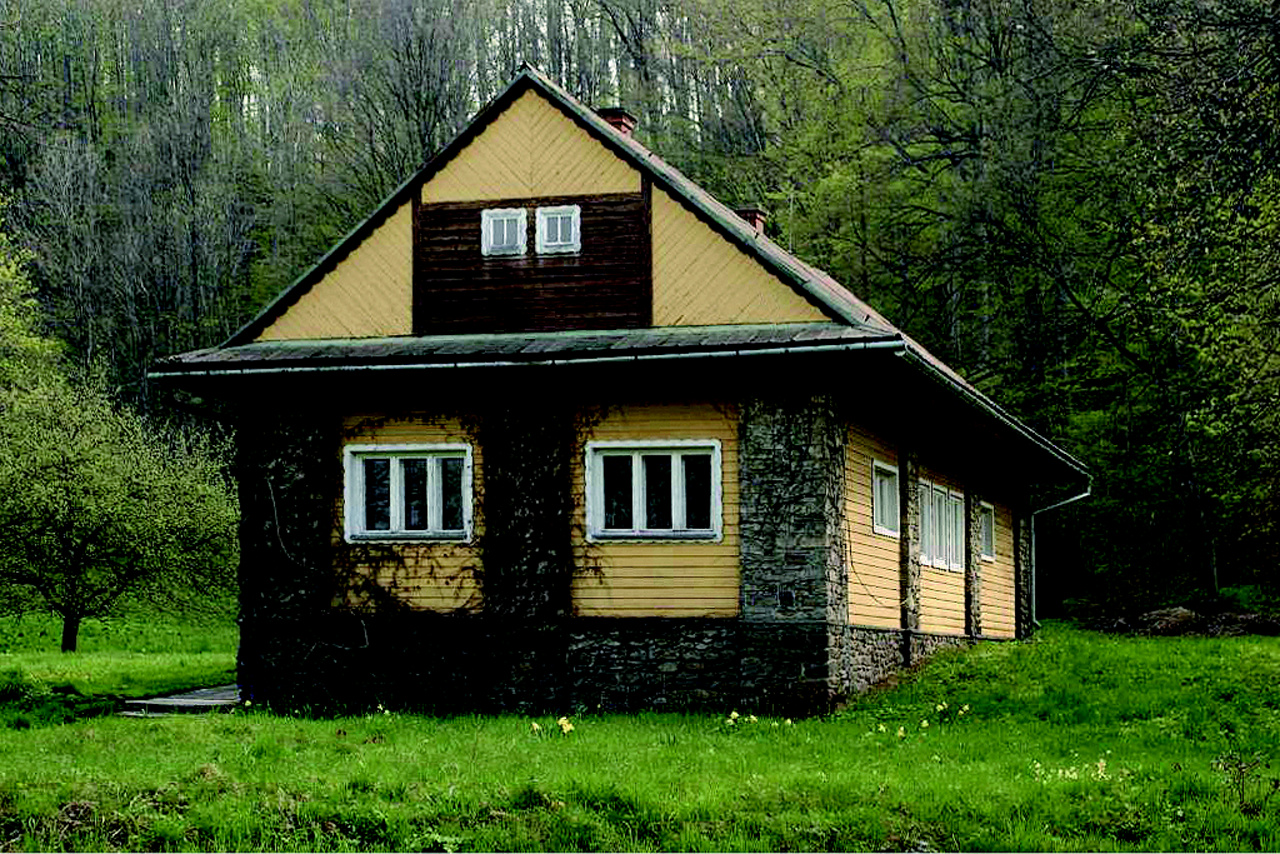
Srub Petra Bezruče na Ostravici
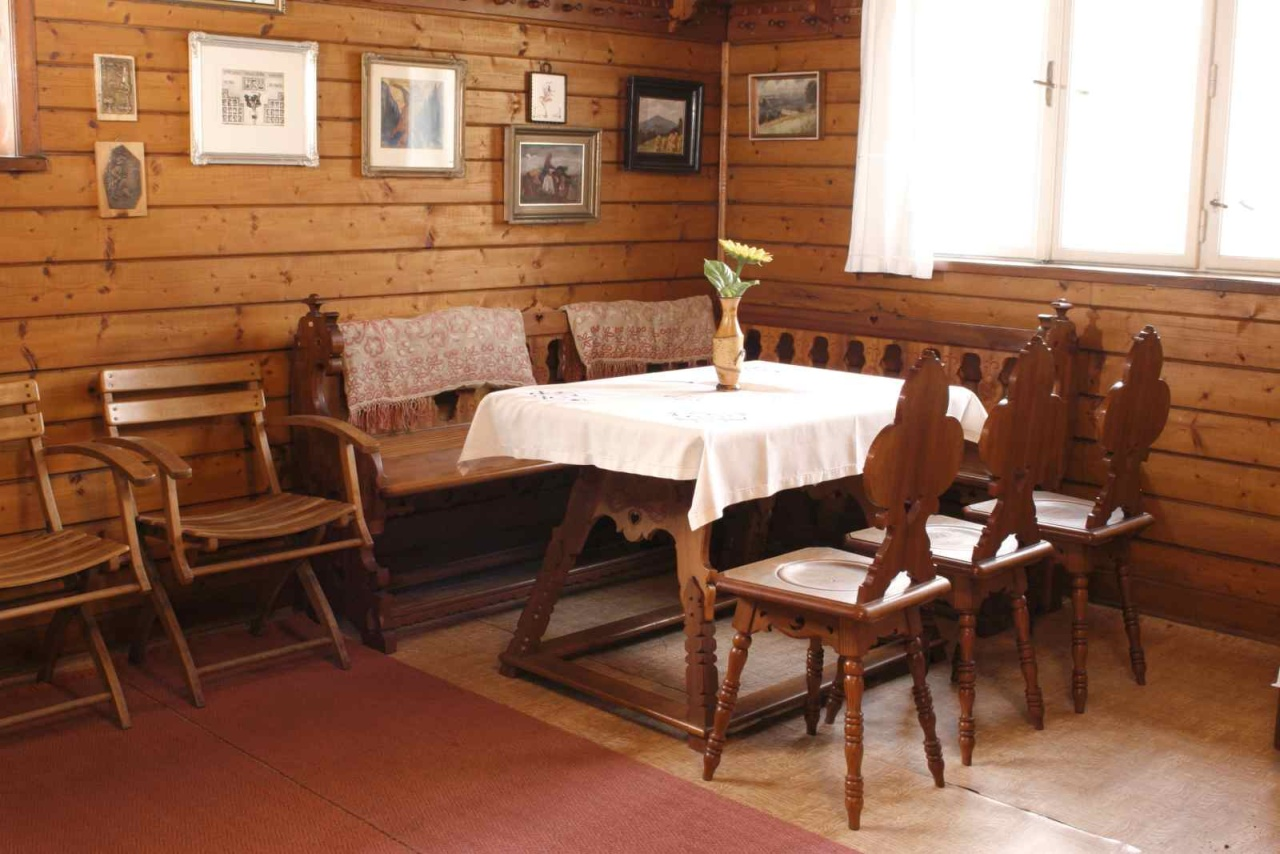
Interiér srubu Petra Bezruče

## Struktura Slezského zemského muzea

### Útvar ředitele
- Kancelář SZM
- Knihovna SZM
- Pracoviště marketingu a komunikace
- Pracoviště vnitřního auditu

### Útvar přírodních věd
- Oddělení přírodních věd
  1. mineralogicko-petrografické pracoviště
  2. paleontologické pracoviště
  3. botanické pracoviště
  4. entomologické pracoviště
  5. zoologické pracoviště
- Arboretum Nový Dvůr
  1. expoziční pracoviště
  2. dendrologické pracoviště
  3. provozní pracoviště

### Útvar společenských věd
- Oddělení společenských věd
  1. umělecko-historické pracoviště
  2. národopisné pracoviště
  3. historické pracoviště
  4. numismatické pracoviště
  5. muzikologické pracoviště
  6. teatrologické pracoviště
  7. fotografické pracoviště

- Oddělení archeologie

- Oddělení historického výzkumu - Slezský ústav
- Národní památník II. světové války
- Památník Petra Bezruče
  1. pracoviště Památníku Petra Bezruče
  2. pracoviště Srub Petra Bezruče
- Areál československého opevnění Hlučín-Darkovičky

### Útvar muzeologie
- Oddělení ochrany sbírkových předmětů
  1. preventivní konzervace
  2. sanační konzervace a restaurování
  3. technologie konzervace a restaurování
- Oddělení dokumentace a digitalizace
- Oddělení prezentace
  1. pracoviště služeb návštěvníkům
  2. výstavní pracoviště
- Muzeologické pracoviště

### Útvar provozní
- Oddělení ekonomicko-správní
  1. všeobecné účetnictví
  2. majetková a materiálová evidence
  3. centrální pokladna
  4. pracoviště personalistiky a platů
- Oddělení provozně-investiční
  1. projektově-investiční pracoviště
  2. provozní pracoviště

## Odkaz v umění
O Slezském zemském muzeu je pojednáno v písni Muzeum od slezského písničkáře Jaromíra Nohavici. V textu však mimo jiné zazní věta: „Ve Slezském muzeu v oddělení třetihor je bílý krokodýl a medvěd a liška a kamenní trilobiti,“ což je fakticky nesprávně, jelikož trilobiti vyhynuli již koncem prvohor a po boku třetihorních živočichů by se v muzeum mohli nacházet pouze nedopatřením. V polské verzi skladby se objevuje nesprávnost opačná, trilobiti jsou zde správně umístěni v expozici prvohor, avšak opět společně s jmenovanými třetihorními tvory. Polský text od Antoni Murackiego zní takto: „A w Śląskim Muzeum, w dziale paleozoiku biały krokodyl jest i niedźwiedź i lis i skamieniałe trylobity.“